# Comité français de physique
Le Comité Français de Physique (CFP) est une association loi de 1901 créée par l’Académie des Sciences en 1922 pour être le correspondant français de l'Union internationale de physique pure et appliquée (IUPAP). Il est constitué de membres de l’Académie des Sciences, du CNRS et des Sociétés savantes en lien avec la physique. Son président actuel est Stéphan Fauve.

## Rôles du Comité Français de Physique
Le Comité Français de Physique (CFP) dépend de l'Académie des sciences. Il assure la liaison entre la France et l'Union internationale de physique pure et appliquée (IUPAP). L'IUPAP a pour but de créer des liens et des collaborations à l'échelle mondiale entre les chercheurs des différentes disciplines de la physique de tous les pays. Le CFP participe au financement de missions de jeunes chercheurs à certaines conférences labellisée IUPAP. Le bureau du CFP a pour principal but de sélectionner les conférences IUPAP à subventionner dont la dotation annuelle est issue de l’Académie des Sciences.

## Composition du Comité Français de Physique
Le comité français de physique est constitué de 8 membres de l'Académie des Sciences, 18 membres du CNRS (8 du SPM, 4 de l'IN2P3, 6 du STI), 8 membres de la Société française de physique, 3 membres de la Société des électriciens et des électroniciens, 2 membres du Comité français d'optique, 1 membre de la Société française des microscopies, 1 membre de la Société française d'acoustique, 1 membre de la Société française de chimie, 1 membre de la Société française du vide, 1 membre de la Société française de métallurgie et de matériaux et 1 membre de la Société française de minéralogie et de cristallographie.

## Présidents
- Stéphan Fauve depuis 2013
- Pierre Fayet (2009-2012)

## Autres sites
- Académie des sciences
- IUPAP